# 리즈 스미스
리즈 스미스(영어: Liz Smith, MBE, 1921년 12월 11일 ~ 2016년 12월 24일)는 잉글랜드의 배우이다.
영화 《어 프라이빗 펑크션》에서 조이스의 어머니를 연기해, 1984년 영국 아카데미 영화상(BAFTA) 여우조연상을 받았다.

## 서훈
- 2009년 대영 제국 훈장 5등급(MBE)[1]